# Horst Wessel
Horst Ludwig Wessel (9 de Outubro de 1907—23 de Fevereiro de 1930) foi um líder local em Berlim dos combatentes do Partido Nazi – a Sturmabteilung ou "SA" – conhecido por ter sido transformado num mártir pela causa nazi, por Joseph Goebbels, após o seu assassinato em 1930.
Inicialmente, Wessel fez parte de vários grupos de juventude e grupos paramilitares nacional-socialistas, mas acabou por sair e juntou-se às SA, os combatentes de rua de camisa castanha do Partido Nazi. Wessel chegou ao comando de vários esquadrões e distritos das SA. Em 14 de Janeiro de 1930, foi baleado na cabeça por dois membros do Partido Comunista da Alemanha (KPD). Albrecht "Ali" Höhler foi preso e condenado pelo seu assassinato. Foi sentenciado a seis anos de prisão, mas acabou por ser retirado da sua cela e morto pelas SA depois da tomada de poder pelos nazis.
O funeral de Wessel recebeu grande atenção em Berlim, com a elite nazi presente. Depois da sua morte, tornou-se um símbolo da propaganda nazi no Terceiro Reich. A marcha para a qual ele tinha escrito a letra mudou o seu nome para "Horst-Wessel-Lied" (A Canção de Horst Wessel), tornando-se o hino oficial do Partido Nazi. Quando Adolf Hitler chegou ao poder em 1933, a canção passou a ser o hino nacional alemão, em conjunto com a primeira estrofe da Deutschlandlied (também conhecida por Deutschland über alles).

## Impressa
- Baird, Jay (1975). The Mythical World of Nazi War Propaganda, 1939–1945. [S.l.]: University of Minnesota. ISBN 978-0816607419
- Baird, Jay (1992). To Die for Germany: Heroes in the Nazi Pantheon. [S.l.]: John Wiley & Sons. ISBN 978-0253207579
- Bonney, Richard (2009). Confronting the Nazi War on Christianity: The Kulturkampf Newsletters, 1936–1939. [S.l.]: Peter Lang. ISBN 978-3039119042
- Burleigh, Michael (2012). The Third Reich: A New History. [S.l.]: Pan Macmillan. ISBN 978-0330475501
- Cecil, Robert (1972). The Myth of the Master Race: Alfred Rosenberg and Nazi Ideology. [S.l.]: Mead Dodd. ISBN 978-0396065777
- Erwin, Leiser (1975). Nazi Cinema. [S.l.]: MacMillan. ISBN 978-0025702301
- Koonz, Claudia (2005). The Nazi Conscience. [S.l.]: Belknap Press. ISBN 978-0674018426
- Longerich, Peter (2015). Goebbels: A Biography. New York: Random House. ISBN 978-1400067510
- Quinn, Gabriele (2009). Hidden Beneath the Thorns: Growing Up Under Nazi Rule: a Memoir of Ingeborg E. Tismer. [S.l.]: iUniverse. ISBN 978-1440178696
- Reuth, Ralf Georg (1993) [Originally published in German in 1990]. Goebbels. Winston, Krishna (trans.). New York: Harcourt, Brace. ISBN 0-15-136076-6
- Schumann, Frederick L. (1936) Hitler and the Nazi Dictatorship: A Study in Social Pathology and the Politics of Fascism. London: Robert Hale & Co.
- Siemens, Daniel (2013). The Making of a Nazi Hero: The Murder and Myth of Horst Wessel. Burnett, David (trans.). London: I.B.Tauris. ISBN 978-0857733139
- Welch, David (2001). Propaganda and the German Cinema, 1933–1945. [S.l.]: I.B.Tauris. ISBN 978-1860645204

## Online
- Böttcher, Marcus; Schneider, Theo (30 de Agosto de 2013). «Horst-Wessel-Grab eingeebnet: Nazi-Kultort: Ende eines Schand-Mals» (em alemão). Berliner Kurier. Consultado em 7 de Junho de 2015
- Mann, Erika (1938). «School for Barbarians» (PDF). Stanford University (originally Modern Age Books). Consultado em 27 de Maio de 2015
- Walden, Geoff. «Horst Wessel's Grave». Third Reich in Ruins. Consultado em 27 de Maio de 2015
- «Horst-Wessel-Platz». Luisenstadt (em alemão). Consultado em 27 de Maio de 2015
- «Keine Ruhe Für Nazis! In Berlin». Linksunten Indymedia (em alemão). Consultado em 5 de Junho de 2015. Arquivado do original em 5 de junho de 2015
- «The Launching of the Training Ship Horst Wessel». German Propaganda Archive. Consultado em 27 de Maio de 2015
- «Wessel, Horst». World War II Graves. Consultado em 27 de Maio de 2015